# Moos (Geroldshausen)
Moos ist ein Gemeindeteil der Gemeinde Geroldshausen im unterfränkischen Landkreis Würzburg in Bayern.

## Geografische Lage
Das Kirchdorf Moos liegt im Südwesten des Geroldshausener Gemeindegebiets. Nördlich beginnt in einiger Entfernung das Gemeindegebiet von Reichenberg in Unterfranken, die Gemarkung von Uengershausen liegt Moos am nächsten. Im Nordosten erhebt sich Geroldshausen selbst. Östlich und südlich ist dagegen die Gemeinde Giebelstadt zu finden. Weiter im Südwesten und Westen findet sich Kirchheim, im Westen liegt der Kirchheimer Gemeindeteil Sellenbergerhof.

## Geschichte
In der Nähe von Moos wurden bereits Siedlungsspuren aus der vorrömischen Eisenzeit, der Hallstattzeit entdeckt. Erst im Jahr 1133 wurde Moos allerdings erstmals urkundlich erwähnt. Der Würzburger Bischof Embricho schenkte damals dem Kloster Oberzell einen Hof „zum Heile seiner Seele“. Im Jahr 1146 erfolgte eine Bestätigung der Schenkung durch den Bischof Siegfried von Truhendingen, bereits 1143 hatte Embricho dem Kloster die Zehntherrschaft über das Hofgut Moos erteilt.
Nachdem im Laufe der Jahre weitere Güter in Moos an das Kloster Oberzell gelangt waren, ernannte Bischof Johann II. von Brunn im Jahr 1431 Peter von Stettenberg zum Schirmvogt über die klösterlichen Besitzungen in Moos und Ochsenfurt. Im Jahr 1521 bestand das Dorf aus insgesamt acht Bauernhöfen. Im Zuge des Deutschen Bauernkrieges des Jahres 1525 wurden die Felder um das Dorf nicht mehr nachhaltig bestellt und die Besitzer mussten 1529 ermahnt werden. 
In der Frühen Neuzeit setzte das Kloster Oberzell die Gerichtsvögte ein und war auch für die niedere Gerichtsbarkeit zuständig. Dagegen urteilte das fürstbischöfliche Amt in Bütthard über die Strafsachen. Zeitweise versuchten allerdings auch die Herren Wolfskeel von Grumbach aus dem nahen Albertshausen die hohe Gerichtsbarkeit an sich zu ziehen: Am 11. August 1762 riefen die Mitglieder dieses Geschlechts im Dorf die Zehntherrschaft aus. Es kam zur Anzeige durch den Abt von Oberzell.
Im Jahr 1780 entstand in Moos durch eine private Stiftung eine Kapelle, 1954 wurde ein neues Kirchlein erbaut. Seelsorgerisch betreuten zwar zeitweise Mönche aus Oberzell die Bewohner von Moos, es war allerdings immer der Pfarrei Kirchheim unterstellt. Nach der Auflösung des Klosters im Zuge der Säkularisation wurde Moos eine selbstständige Gemeinde im Königreich Bayern. Seit dem 1. Mai 1978 ist das Dorf Teil der Gemeinde Geroldshausen.

## Baudenkmäler
Den Mittelpunkt des Dorfes bildet noch heute die kleine katholische Filialkirche St. Nikolaus. Sie entstand im Kern bereits zur Zeit der Romanik und ist damit eine der älteren Kirchen der Umgebung. Im Zuge der Gegenreformation wurde dem Gotteshaus der typische Julius-Echter-Spitzhelm aufgesetzt. 1954 entstand dann das Langhaus. Im Inneren prägen noch immer die Rokoko-Altäre aus der zweiten Hälfte des 18. Jahrhunderts das Gotteshaus. 
Aus dem 18. Jahrhundert hat sich auch der Klosterhof der Prämonstratenser von Oberzell erhalten. Er wurde im Jahr 1764 erbaut und präsentiert sich als zweigeschossiger Zweiflügelbau mit Mansardwalmdach und barocken Gliederungen. Er entstand nach den Plänen des Würzburger Hofbaumeisters Balthasar Neumann. Neben einem Bauernhaus des 18. Jahrhunderts, haben sich noch mehrere Bildstöcke auf den Fluren des Dorfes erhalten.